# Ophiomyia imparispina
Ophiomyia imparispina este o specie de muște din genul Ophiomyia, familia Agromyzidae, descrisă de Mitsuhiro Sasakawa în anul 2006.
Este endemică în Hong Kong. Conform Catalogue of Life specia Ophiomyia imparispina nu are subspecii cunoscute.